# Conférence d'action politique conservatrice
Conservative Political Action Conference
Pour les articles homonymes, voir CPAC et CAPC.
La Conférence d'action politique conservatrice,, (anglais : Conservative Political Action Conference), abrégée CPAC (/ˈsiː.ˌpæk/), est une réunion politique organisée par l'Union conservatrice américaine. Elle a lieu chaque année aux États-Unis et rassemble jusqu'à 10 000 participants. Des représentants de partis d’extrême droite européens y participent également.

## Présentation
S'y retrouvent les personnalités les plus en vue des différents courants du conservatisme américain, tant élues, militantes ou dirigeants d'organisation que personnalités des médias, ainsi que étrangers partageant leurs points de vue.

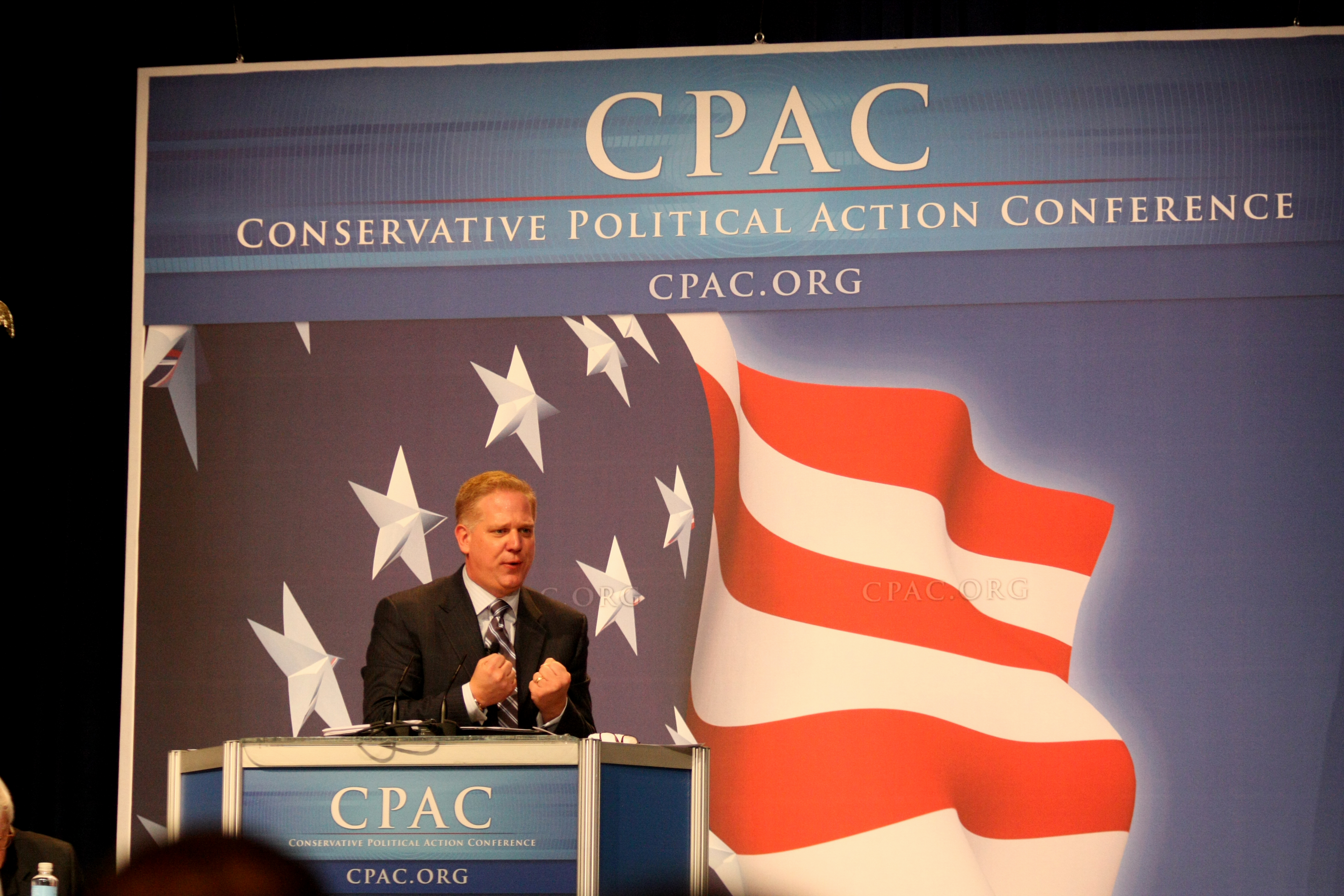
Discours de la personnalité de télévision et de radio Glenn Beck, lors de la CPAC de 2010.

La CPAC organise également un vote informel de la personnalité la plus représentative du mouvement, qui est généralement considérée comme un baromètre pour le choix du candidat républicain à l'élection présidentielle américaine.

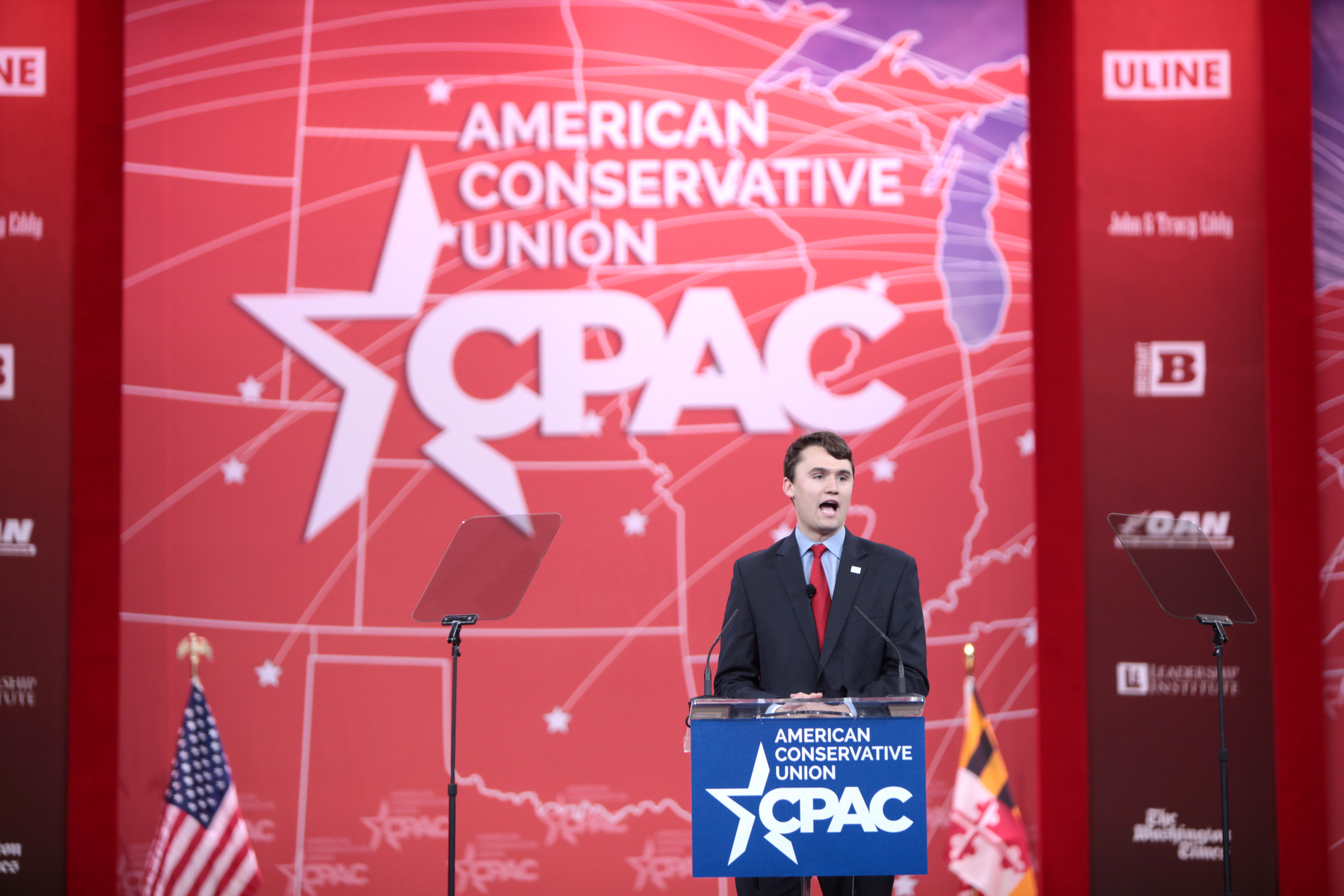
L'activiste Charlie Kirk, fondateur et dirigeant de Turning Point USA, invité en 2015 à s'exprimer à National Harbor (Maryland).

Plusieurs récompenses sont décernées, dont le Ronald Reagan Award, la plus haute décoration, le Jeane Kirkpatrick Academic Freedom Award, le Defender of the Constitution Award, le Charlton Heston Courage Under Fire Award ou le plus récent Blogger of the Year Award.
L'édition 2025 regroupe entre autres Steve Bannon, Elon Musk, Donald Trump et Javier Milei. On y a vu le patron de Tesla et du réseau social Elon Musk recevoir une « tronçonneuse de la bureaucratie » de la part du président argentin Javier Milei, l’ancien conseiller du président américain Donald Trump, Steve Bannon, faire un salut nazi, des membres des milices armées suprémacistes Proud Boys et Oath Keepers. L'homme politique français Jordan Bardella annule sa venue à la suite du salut nazi effectué par Bannon.
En mai 2025, la CPAC organise des événements en Pologne et en Hongrie. L'événement de Budapest accueille le Premier ministre hongrois Viktor Orbán comme orateur principal, tandis qu'un message vidéo du président américain Donald Trump est diffusé. Parmi les personnalités présentes à ces événements figurent Alice Weidel, Geert Wilders, l'ancienne Première ministre britannique Liz Truss, ainsi que la secrétaire américaine à la Sécurité intérieure Kristi Noem qui prononce le discours d'ouverture en Pologne.